# Панчук Надія Михайлівна
Надія Михайлівна Панчук (нар. 22 листопада 1940, с. Горинка, Україна — 27 травня 2022) — українська поетеса, членкиня Національної спілки письменників України (1997).

## Життєпис
Народилася Надія Михайлівна Панчук народилася 22 листопада 1940 року в селі Горинка Кременецького району Тернопільської області в селянській родині.
Закінчила Дубенське культосвітнє училище (нині — коледж). Завідувала сільським клубом, працювала методистом районного будинку культури на Рівненщині.
Закінчила Харківський інститут культури. З 1965 року стала завідувати довідково-бібліографічним відділом обласної бібліотеки в Ужгороді.
Померла 27 травня 2022 року.

## Творчість
З 1976 року Надія Панчук постійно друкувалася. Її вірші і публікації появлялися в обласній та республіканській періодиці, журналах «Дніпро», «Жовтень», «Березіль», «Тиса», у альманахах творчості молодих поетів «Суцвіття» (1977), «Калиновий спів» (1978), «Молодий день» (1979), «Поезія» (1984).
У газеті «Закарпатська правда» вела щотижневу рубрику «Літературний підвальчик».
Протягом 1983—1986 років була постійним автором рубрики «Мости братерства» обласного радіо, де давала поетичні огляди поезій відомих авторів різних народів колишнього Союзу.
В обласній та республіканській періодиці видрукувала низку публікацій про видатних діячів культури і мистецтва Закарпаття.
Авторка поетичних збірок
- «На обрії»— гори" (1980),
- «Ранкові поїзди» (!985),
- «Заповідний ліс» (1993),
- «VIXI» (1997),
- «Дика пряжа» (2000),
- «…тільки завтра…» (2003),
- «Різні наголоси» (2004),
- «Місця надій» (2005),
- «Стоп — кадри» (2006) та інші.

## Відзнаки
Лауреатка літературної премії імені Федора Потушняка.